# São José do Rio Claro
São José do Rio Claro is een gemeente in de Braziliaanse deelstaat Mato Grosso. De gemeente telt 18.637 inwoners (schatting 2009).
De gemeente grenst aan Nova Maringá, Diamantino en Nova Mutum.